# Serge Bec (escrime)
Pour les articles homonymes, voir Serge Bec.
Serge Bec (né le 1er novembre 1938) est un ancien escrimeur et joueur de tennis de table paralympique français. Il est le premier athlète français à remporter une médaille d’or en escrime aux Jeux paralympiques, lors des Jeux de Tokyo en 1964. Devenu paraplégique à la suite de blessures subies pendant la guerre d'Algérie, Bec a concouru au niveau international de 1962 à 1968, remportant neuf médailles paralympiques en escrime.

## Biographie
Serge Bec naît le 1er novembre 1938 à Riec-sur-Bélon, dans le Finistère. En 1942, sa famille s’installe à Vierzon en raison de l’emploi de son père comme conducteur de locomotive. Bec obtient un certificat d’aptitude professionnelle de menuisier en 1955 et travaille dans un atelier à Vierzon.
En 1958, il est appelé pour le service militaire et envoyé en Algérie pendant la guerre d'Algérie. Le 14 novembre 1960, il est grièvement blessé, subissant une lésion de la moelle épinière qui entraîne une paraplégie. De 1960 à 1962, il suit une rééducation à l’hôpital du Val-de-Grâce et aux Invalides à Paris, où il découvre l’escrime et le tennis de table en fauteuil roulant.

## Carrière sportive

### Escrime
Bec débute l’escrime sous la direction du maître d’armes Clerc aux Invalides, puis s’entraîne avec le maître Larieux au club Cercle d'escrime vierzonnais.
Aux Jeux paralympiques de Tokyo en 1964, Bec gagne trois médailles d’or : en sabre individuel, sabre par équipe (avec C. Planchon et Foucre) et épée individuelle. Il obtient également une médaille d’argent en épée par équipe. Il reçoit le « sabre d’or » décerné au meilleur athlète des Jeux, remis par la princesse Michiko.
Il est ensuite champion de France aux trois armes, puis champion d'Europe en 1966 et vice-champion en 1967 et 1968.
Il participe aux Jeux de Tel Aviv en 1968, où il remporte l’or en épée par équipe et sabre par équipe, l’argent en sabre individuel et fleuret par équipe, ainsi que le bronze en épée individuelle. Il met fin à sa carrière d’escrimeur après 1968 en raison de douleurs dorsales liées à l’exigence physique du sport.

### Tennis de table
Bec pratique également le tennis de table en fauteuil roulant. Il remporte cinq titres de champion de France en simple et deux en double entre 1962 et 1972. Aux Jeux de Tokyo en 1964, il est éliminé avant les demi-finales. À Tel Aviv en 1968, en catégorie C, il atteint les 1/16e de finale en simple et les quarts de finale en double avec son partenaire Montagnana.
En décembre 1968, une réception officielle est organisée en son honneur par le maire de Vierzon, en présence de messieurs Larrieu, Babillot et Martin responsable du Cercle d'escrime vierzonnais.

## Après-carrière
Après sa retraite sportive, Bec reste engagé à Vierzon. En 1962, il co-fonde une section de tennis de table au sein du club Églantine Vierzonnaise et entraîne de jeunes joueurs pendant plus de 15 ans. Il milite également pour une meilleure intégration des personnes handicapées dans la société.
En 2024, ses contributions sont mises en lumière lors des Jeux paralympiques de Paris, où il partage son parcours dans un reportage télévisé.

## Vie personnelle
Bec se marie en 1967 et a deux filles. Il réside à Méreau, près de Vierzon, où il pratique la menuiserie et la peinture comme loisirs. Son petit-fils, Éliot Chagnon, pratique l’escrime à un niveau international.

## Distinctions
- 1964 : Médaille d’or de l’Académie des sports[2].
- 1972 : Chevalier de la Légion d’honneur (titre militaire)[2].
- 1987 : Officier de la Légion d’honneur[2].
- Autres : Médaille d’honneur des sports, Diplôme d’honneur de l’escrime[2].

## Palmarès
Escrime
- Tokyo 1964
  -  Sabre individuel
  -  Sabre par équipe
  -  Épée individuelle
  -  Épée par équipe
  - Sabre d’or (prix du meilleur athlète)

- Tel Aviv 1968
  -  Épée par équipe
  -  Sabre par équipe
  -  Sabre individuel
  -  Fleuret par équipe
  -  Épée individuelle

Champion de France aux Trois armes, Champion d'Europe en 1966, vice-champion en 1967 et 1968

Tennis de table
- 5 titres de champion de France en simple (1962–1972)
- 2 titres de champion de France en double (1962–1972)
- Tel Aviv 1968
  - Quart de finaliste en double (catégorie C)
  - 1/16e de finaliste en simple (catégorie C)